# Peugeot Rifter
Peugeot Rifter (Пежо Ріфтер) — передньо або повнопривідний компактвен французького автовиробника Peugeot. Офіційний дебют автомобіля відбувся на Женевському автосалоні в березні 2018 року. Автомобіль прийшов на заміну пасажирській версії Peugeot Partner.

## Опис

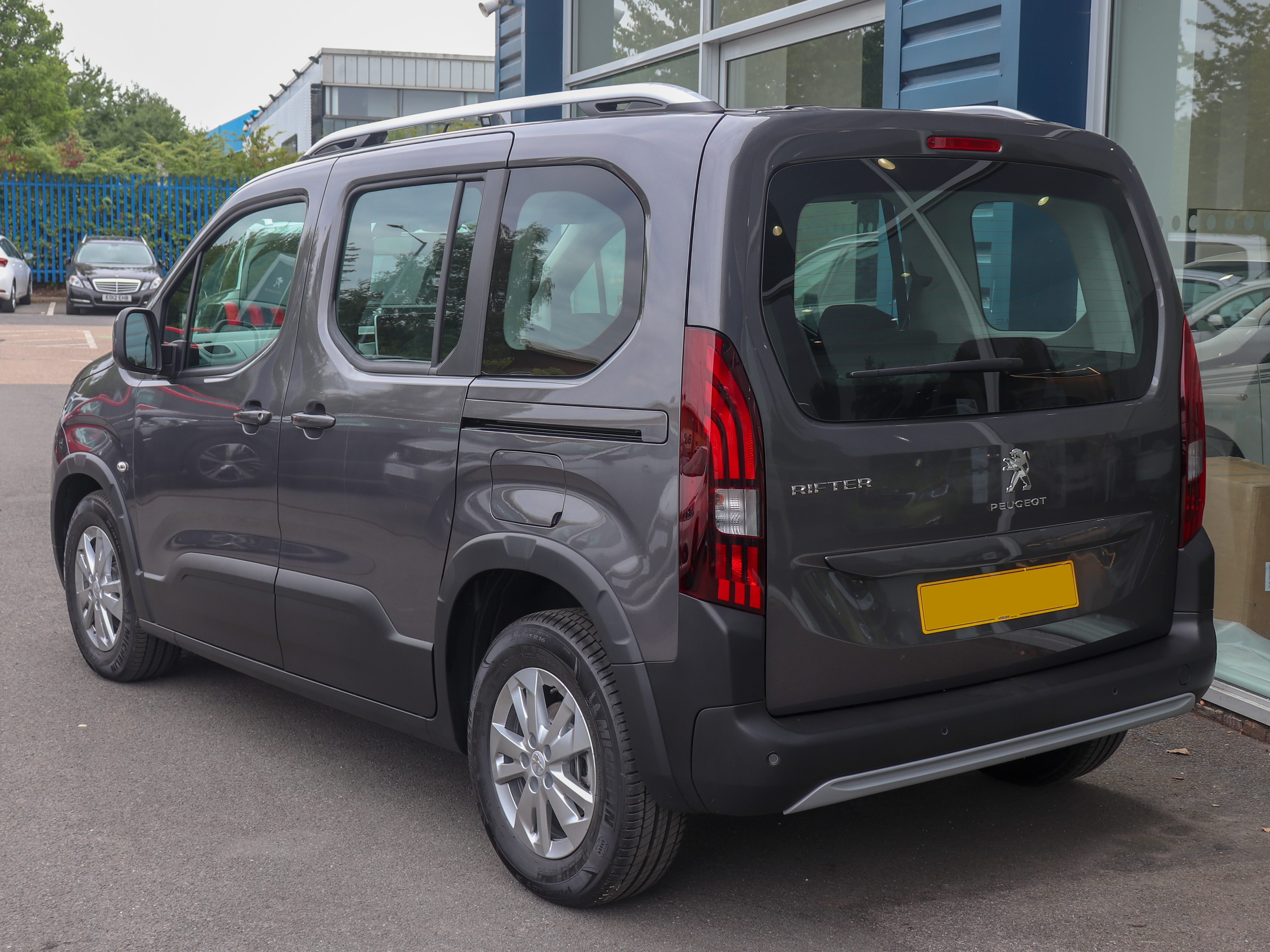
Peugeot Rifter GT Line

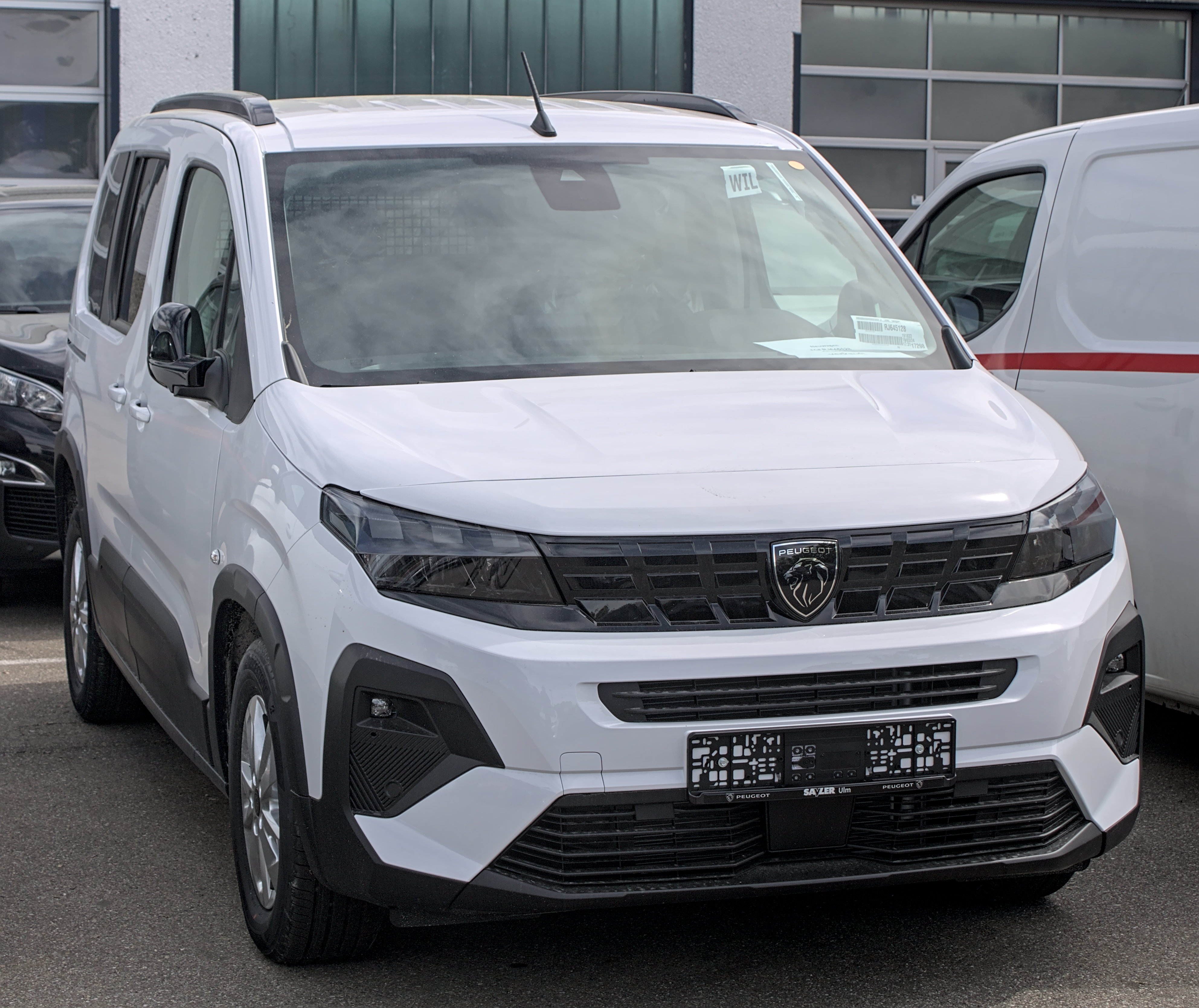
Peugeot Rifter (з 2024)

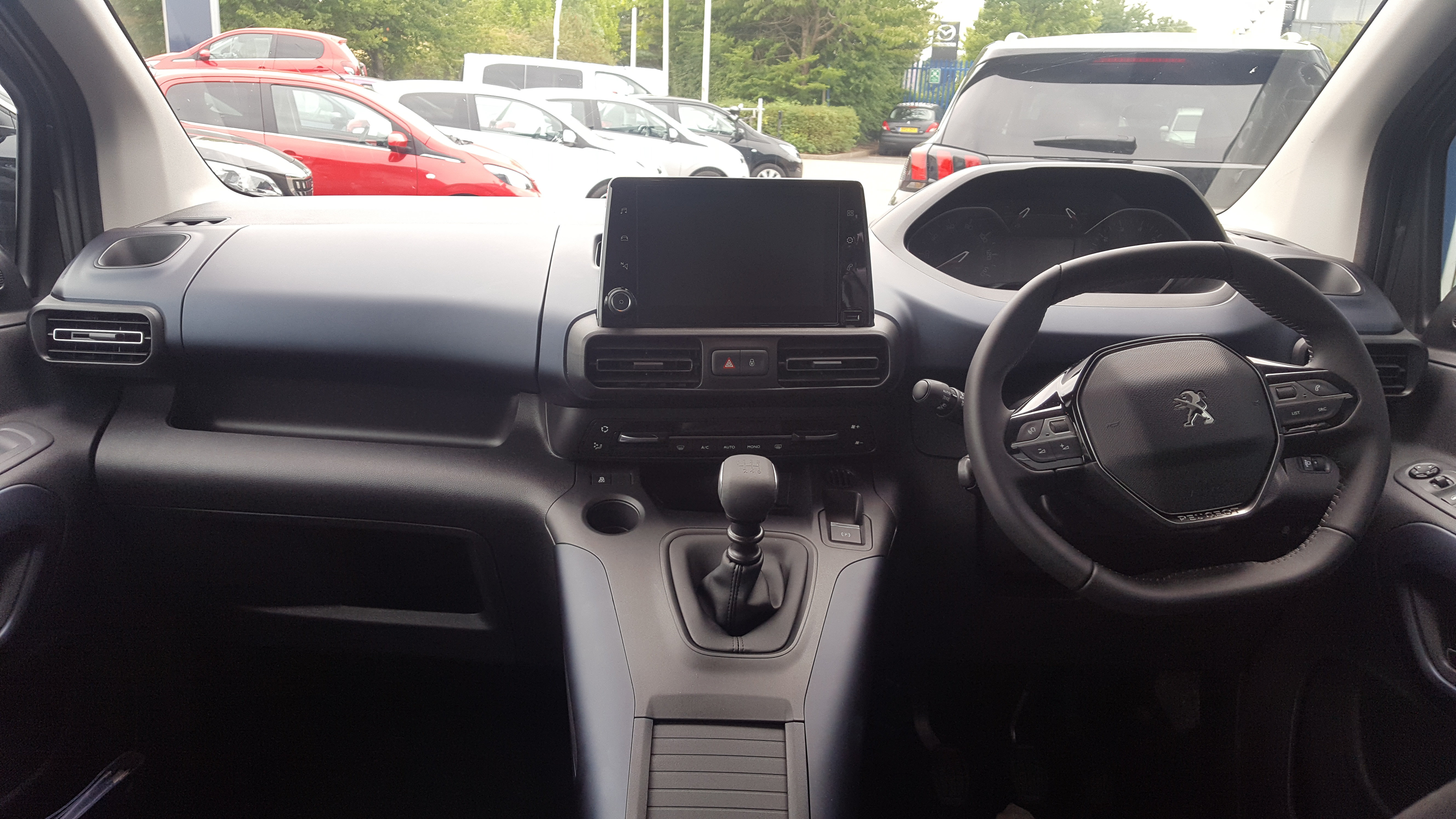

Компактвен збудовано на платформі PSA EMP2, разом з новими Citroën Berlingo, Opel Combo i Toyota Proace City.
Rifter запропонований в стандартній 4,4-метровій і подовженій 4,75-метровій версіях. В цьому поколінні вперше подовжений саме за рахунок «розтягнутої» колісної бази. Для обох версій можна замовити третій ряд сидінь (з можливістю повністю їх зняти). Задній ряд - це три однакових повноцінних крісла, кожне з яких тепер має систему кріплення Isofix (раніше - тільки два). Їх можна скласти за допомогою фірмової системи Magic Flat, - навантажувальна площадка вийде рівною (замість попередньої з величезною сходинкою сидінь). Обсяг багажника збільшено на 100 літрів і тепер дорівнює 775 л. Бічні скла другого ряду отримали електроприводи замість відкидних кватирок. В салоні є купа місць для під дріб'язоку - над головами, під сидіннями, на передній панелі і в дверях.
Салон витриманий в стилістиці i-Cockpit: кермо невелике, а панель приладів розташована незвично високо. Замість важеля АКПП встановлено круглий селектор. Серед опцій є проєкційний дисплей і 8-дюймовий тачскрін мультимедіа. Також запропонований варіант GT Line з 17-дюймовими литими дисками і особливою внутрішньою обробкою.
Для Rifter запропоновано бензиновий і дизельний двигуни різного ступеня форсування. 1.2-літровий бензиновий PureTech видає 110 або 130 к.с., а 1.5-літровий BlueHDi має потужність в 75, 100 або 130 к.с. Для бензинового 130-сильного мотора надано 8-ступінчастий «автомат» Aisin, для дизеля цієї ж потужності - 6-ступінчаста «механіка» або вказаний «автомат». Для інших двигунів покладена 5-ступінчаста «механіка». Привід - або передній, або повний, але версія з тягою на обидві осі випускається не на заводах PSA, а на потужностях партнера - компанії Dangel.
Компактвен має багате оснащення: система безключового доступу з кнопкою запуску двигуна, двозонний клімат-контроль, проєкційний дисплей, мультимедіа-система з підтримкою Mirror Link, Apple Carplay і Android Auto, навігація, 180-градусна камера заднього виду, а також повний арсенал активних систем безпеки, включаючи адаптивний круїз-контроль, систему стеження за розміткою і систему розпізнавання знаків. Не забуті і «класичні» опції: фірмова дах Zenith зі скляними секціями та відсіками для дрібних речей, а також підйомне заднє скло.
З пасивною безпекою у Rifter все «добре» - 4 зірки за методикою EuroNCAP. Захист дорослих оцінено в 91%, захист дітей - 81%, захист пішоходів - 58%.

### Двигуни

#### Бензинові
| Двигун           | Об'єм см³ | Потужність к.с. при об/хв | Крутний момент Нм при об/хв | Розміщення і кількість циліндрів | Клапанний механізм/ Кількість клапанів | Розгін (с) 0-100 км/год | Максимальна шидкість км/год | Витрата пального (л/100 км) місто/шосе/середня | Роки виробництва |
| ---------------- | --------- | ------------------------- | --------------------------- | -------------------------------- | -------------------------------------- | ----------------------- | --------------------------- | ---------------------------------------------- | ---------------- |
| 1.2 PureTech 110 | 1199      | 110/5500                  | 205/1500                    | I3                               | DOHC/12                                |                         |                             |                                                | з 2018           |
| 1.2 PureTech 130 | 1199      | 130/5500                  | 230/1750                    | I3                               | DOHC/12                                |                         |                             |                                                | з 2018           |

#### Дизельні
| Двигун          | Об'єм см³ | Потужність к.с. при об/хв | Крутний момент Нм при об/хв | Розміщення і кількість циліндрів | Клапанний механізм/ Кількість клапанів | Розгін (с) 0-100 км/год | Максимальна шидкість км/год | Витрата пального (л/100 км) місто/шосе/середня | Роки виробництва |
| --------------- | --------- | ------------------------- | --------------------------- | -------------------------------- | -------------------------------------- | ----------------------- | --------------------------- | ---------------------------------------------- | ---------------- |
| 1.5 BlueHdi 75  | 1499      | 75/3750                   | 240/1750                    | I4                               | DOHC/16                                |                         |                             |                                                | з 2018           |
| 1.5 BlueHdi 100 | 1499      | 100/3750                  | 260/1750                    | I4                               | DOHC/16                                |                         |                             |                                                | з 2018           |
| 1.5 BlueHdi 130 | 1499      | 130/3750                  | 300/1750                    | I4                               | DOHC/16                                |                         |                             |                                                | з 2018           |
| 1.6 Hdi 92      | 1560      | 92/4000                   | 230/1500                    | I4                               | SOHC/8                                 |                         |                             | 5.4/4.8/5.0                                    | з 2018           |